# Alamedilla
Alamedilla är en kommun och ort i Spanien.   Den ligger i provinsen Provincia de Granada och regionen Andalusien, i den södra delen av landet, 300 km söder om huvudstaden Madrid. Alamedilla ligger 900 meter över havet och antalet invånare är 673.
Terrängen runt Alamedilla är kuperad åt sydost, men åt nordväst är den platt. Alamedilla ligger nere i en dal. Runt Alamedilla är det glesbefolkat, med 10 invånare per kvadratkilometer. Närmaste större samhälle är Cabra del Santo Cristo, 14,1 km norr om Alamedilla. Trakten runt Alamedilla består till största delen av jordbruksmark.